# Plecopteromyces patagoniensis
Plecopteromyces patagoniensis är en svampart som beskrevs av Lichtw., Ferrington & López-Lastra 1999. Plecopteromyces patagoniensis ingår i släktet Plecopteromyces och familjen Legeriomycetaceae.   Inga underarter finns listade i Catalogue of Life.